# کمبود اولیه پادتن
کمبود اولیه پادتن یا کمبود اولیه آنتی‌بادی به‌علت نارسایی در مراحل گوناگون تکامل و تمایز لنفوسیت‌های B ایجاد می‌شوند و شایع‌ترین گروه بیماری‌های نقص ایمنی نخستین را پایه‌ریزی می‌دهند.
علایم بالینی مبتلایان به کمبودهای نخستین آنتی‌بادی، مانند دیگر بیماری‌های نقص ایمنی نخستین بروز عفونت‌های مکرر در ارگان‌های گوناگون می‌باشد. دیر تشخیص دادن و درمان نامناسب سبب بروز آسیب‌های پایدار و افزایش مرگ و میر در این بیماران می‌شود.
به کمک پیشرفت‌های ده‌ساله گذشته در زمینه ایمونوژنتیک در برخی از موارد، کاستی‌های مولکولی کمبودهای نخستین آنتی‌بادی مشخص شده‌است. اختلال در مراحل گوناگون تکامل و تمایز لنفوسیت‌های B منجربه بروز اشکال در عملکرد ایمنی هومورال می‌گردد که مشخصهٔ اصلی این گروه از بیماری‌ها است.

## انواع
کمبود در مراحل نخستین تکامل لنفوسیت B (مرحله غیر وابسته به آنتی‌ژن) سبب هیپوگاماگلوبولینمی همراه با کاهش شدید شمار لنفوسیت هایB خون محیطی می‌گردد. کاستی‌های ژنی در این مرحله بر این پایه‌اند موتاسیون در ژن‌های BTK (بیماری آگاماگلوبواینمی وابسته به جنس)، BLNK Igα، μ heavy-chain، λ۵، و LRRC۸.
همچنین در مرحله وابسته به آنتی‌ژن تکامل لنفوسیت B، اشکال در Swiching ایمونوگلوبولین‌ها سبب کاهش در فرآوری ایمونوگلوبولین‌های IgG و IgA و سطوح طبیعی یا افزایش یافته IgM می‌گردد (گونه‌های سندرم IgM Hyper). ژن‌های معیوب در این مرحله دربرگیرنده CD40, CD40L، AID , UNG وIKK-γمی‌باشند.
نقص در مراحل انتهایی تکامل لنفوسیت B (وابسته به آنتی‌ژن) سبب هیپوگاماگلوبولینمی همراه با شمار طبیعی لنفوسیت B می‌گردد. ژن‌های معیوب شناخته شده در این مرحله بر این پایه اند ICOS ,TACI ,BAFF-R و CD۱۹.
لازم است یادآوری شود بزرگ‌ترین گروه بیماری‌های کمبود نخستین آنتی‌بادی علامت‌دار به نام نقص ایمنی متغیر شایع (CVID) شناخته می‌شود و تاکنون اساس ژنتیکی آن شناخته نشده‌است.